# Milaši
Milaši su naselje u Hrvatskoj u općini Jelenju. Nalaze se u Primorsko-goranskoj županiji.

## Ime
Ostali su nazivi: Miloši, Miloševo, Milaševo.

## Zemljopis
Nalazi se na sjevernoj obali rijeke Rječine. Sjeveroistočno su Brnelići, sjeverozapadno preko rijeke Trnovica, sjeverozapadno su Zoretići, jugoistočno Ratulje, Martinovo Selo, Lubarska i Jelenje. Južno preko rijeke su Baštijani. Dio je Grobničkoga polja (Grobinštine).

## Stanovništvo
| broj stanovnika | 89    | 107   | 108   | 124   | 123   | 157   | 135   | 142   | 77    | 67    | 68    | 64    | 70    | 60    | 60    | 76    | 76    |
|                 | 1857. | 1869. | 1880. | 1890. | 1900. | 1910. | 1921. | 1931. | 1948. | 1953. | 1961. | 1971. | 1981. | 1991. | 2001. | 2011. | 2021. |

## Poznate osobe
- Josip Silić (1934.—2019.), hrvatski jezikoslovac, kroatist i teoretičar jezika